# Cleome ovalifolia
Cleome ovalifolia là một loài thực vật có hoa trong họ Màng màng. Loài này được Deflers mô tả khoa học đầu tiên năm 1887.